# Maytenus erythroxylon
Maytenus erythroxylon är en benvedsväxtart som beskrevs av Reiss. Maytenus erythroxylon ingår i släktet Maytenus och familjen Celastraceae. Inga underarter finns listade.